# Midnight Lady
Midnight Lady ist eine Rock-Ballade, die von Dieter Bohlen geschrieben und vom früheren Smokie-Sänger Chris Norman gesungen wurde. Sie war im Mai und Juni 1986 sechs Wochen auf Platz eins der deutschen Charts.

## Entstehung und Veröffentlichung
Bohlen schrieb den Song für die Tatort-Folge Der Tausch mit Götz George als Kommissar Horst Schimanski, die am 13. April 1986 gesendet wurde und in der er unter anderem als Titelmelodie Verwendung fand. Chris Norman hatte schon seit 1982 versucht, eine Solokarriere zu starten, doch mit wenig Erfolg. Bohlen schrieb über die erste Begegnung der beiden in seiner Autobiographie: „Bei ihm lief sozusagen gar nichts mehr außer der Nase!“ Norman erinnerte sich wie folgt:

„Ich hatte eine Besprechung mit dem Manager eines Musikverlages in Hamburg. Und der rief während der Besprechung Dieter Bohlen an und erzählte ihm, dass er gerade mit mir zusammensäße. Und Dieter, der nicht weit weg wohnte, meinte: 'Sag ihm, er soll nicht weggehen!' Er stieg in sein Auto, 20 Minuten später war er da, um mich zu treffen.“

Einige Tage später hatte Bohlen den Song fertig, er produzierte ihn auch; laut Norman wurde er in weniger als einer Stunde aufgenommen.

„Erst war ich mit ein paar Leuten beim Mittagessen, dann ging’s in Studio und zum Nachmittagstee waren wir auch schon fertig. Dann kam die Platte raus und wurde ein Riesen-Hit.“

## Rezeption
Er war ein Nummer-eins-Hit in Deutschland und wurde auch in der Schweiz und Österreich erfolgreich, wo er ebenfalls die Spitzenposition der Charts erklomm. Auch in den Niederlanden und Belgien war Midnight Lady ein Hit, und erreichte dort Platz neun und Platz 16. Am 6. Dezember 1986 führte Chris Norman den Song in Peters Pop Show im ZDF auf.
In den deutschen Jahrescharts 1986 erreichte die Single Platz drei, in den Schweizer Platz zehn.

## Coverversionen

### Version von Roland Kaiser
Die deutsche Version, Midnight Lady (Einsam so wie ich), wurde von Roland Kaiser mit einem von Kaiser und Norbert Hammerschmidt verfassten Text gesungen. Sie erschien am 12. Mai 1986. Kaiser trat mit dem Song dreimal in der ZDF-Hitparade auf; er wurde per TED-Abstimmung am 18. Juni 1986 auf den ersten Platz gewählt und durfte daher in der folgenden Ausgabe am 17. Juli (Sommerhitparade auf der Insel Mallorca) den Song erneut singen. Am 14. Januar 1987 trat er zudem mit dem Lied in der Hitparaden-Ausgabe Hits des Jahres ’86 auf. Kaisers Version erreichte in Deutschland und Österreich jeweils Platz 16. 1997 wurde die Version als eine Art Hommage in Schimanski: Hart am Limit verwendet.
Ben Zucker und Bonnie Tyler sangen 2019 in der für Kaiser gesendeten ARD-Show Alle singen Kaiser ein deutsch-englisches Duett des Songs.

### Weitere Coverversionen
- Adelante feat. Carolyne (Midnight Baby)
- Der Bürgermeister
- Michael Hirte
- Cliff Carpenter und sein Orchester
- Cocktail Band (Zmitz ir Nacht)
- Davin Herbrüggen
- Lorenz Büffel und Jens Knossalla

## Chartplatzierungen und Auszeichnungen
| Jahr | Titel Interpretation                            | Höchstplatzierung, Gesamtwochen, AuszeichnungChartplatzierungen (Jahr, Titel, Interpretation, Platzierungen, Wochen, Auszeichnungen, Anmerkungen) | Höchstplatzierung, Gesamtwochen, AuszeichnungChartplatzierungen (Jahr, Titel, Interpretation, Platzierungen, Wochen, Auszeichnungen, Anmerkungen) | Höchstplatzierung, Gesamtwochen, AuszeichnungChartplatzierungen (Jahr, Titel, Interpretation, Platzierungen, Wochen, Auszeichnungen, Anmerkungen) | Anmerkungen                                              |
| Jahr | Titel Interpretation                            | DE | AT | CH | Anmerkungen                                              |
| ---- | ----------------------------------------------- | --- | --- | --- | -------------------------------------------------------- |
| 1986 | Midnight Lady Chris Norman                      | DE1 Gold · (18 Wo.)DE | AT1 (16 Wo.)AT | CH1 (14 Wo.)CH | Erstveröffentlichung: 14. April 1986 Verkäufe: + 250.000 |
| 1986 | Midnight Lady (einsam so wie ich) Roland Kaiser | DE16 (11 Wo.)DE | AT16 (4 Wo.)AT | — | Erstveröffentlichung: 12. Mai 1986                       |

1986 gewann Chris Norman mit dem Stück den Silbernen Löwen von Radio Luxemburg.